# 寺依沙織
寺依 沙織（てらい さおり、12月21日 - ）は、日本の女性声優。神奈川県出身。旧名：寺井 沙織（てらい さおり）。

## 略歴
芸能の世界を目指したきっかけはアニメが好きだったこと、子供の頃、初めて買ってくれたアニメ雑誌で、見るまでは職業としての声優は無知だったという。アニメの男の子のキャラクターが掲載されており、「声優っていう人がやってるんだ。え、女の人がやってるんだ…騙された！」のようだったという。
「アニメの世界も、大人の世界だった！」と思っていたが、その後は「声優って凄いな」と思って、「声優になってみたいな」と思ったのがきっかけである。
シャイン2期生。アクセント、ケッケコーポレーション、キャロットハウスを経て、2015年にマウスプロモーションに所属。
2024年2月29日をもってマウスプロモーションを退所、フリーとして活動することを自身のSNSで発表。

## 人物
特技は歌（ゴスペル）。趣味はバレーボール(ソフト)、柔道、ダンス、作詩、ウィンドウショッピング。
資格はJADP認定カウンセラー。

## 出演

### テレビアニメ
2005年
- シュガシュガルーン（2005年 - 2006年、東野ハヤト、ファン、滝川クリス、石橋先輩、生徒会生徒 他）

2007年
- 遊☆戯☆王デュエルモンスターズGX（アモン・ガラム〈幼少期〉）

2016年
- ジョーカー・ゲーム（仲居）
- ドラえもん（テレビ朝日版第2期）（オバサン）
- ジョジョの奇妙な冒険 ダイヤモンドは砕けない（老女、未起隆の母）
- TRICKSTER -江戸川乱歩「少年探偵団」より-（芋虫時子、相馬美保）

2017年
- テイルズ オブ ゼスティリア ザ クロス（農家）
- ベルセルク（女）
- 地獄少女 宵伽（勝沢智也、勝沢麗）

2018年
- 伊藤潤二『コレクション』（ヒロシの母、森）
- 進撃の巨人（トラウテ・カーフェン）
- レイトン ミステリー探偵社 〜カトリーのナゾトキファイル〜（リドリーの母、バネッサ）

2019年
- ジョジョの奇妙な冒険 黄金の風（女囚人）
- PSYCHO-PASS サイコパス 3（ラジオニュースキャスター）

2020年
- LISTENERS リスナーズ（トレモロAI）
- カードファイト!! ヴァンガード外伝 イフ-if-（司書のおばさん）
- フルーツバスケット（女中）
- 体操ザムライ（抜け忍、コメンテーターB、母親、堂島のファンA、通話アナウンス 他）

2021年
- オッドタクシー（師長、樺沢母、田中母、記者、女子高生）
- 究極進化したフルダイブRPGが現実よりもクソゲーだったら（老婆）
- 宇宙なんちゃら こてつくん（2021年 - 2022年、ホウ、レン、ソウ、宇宙飲食科の先生）
- マブラヴ オルタネイティヴ（2021年 - 2022年、侍女、国連軍衛士） - 2シリーズ

2022年
- ハコヅメ〜交番女子の逆襲〜（明の母親）
- 薔薇王の葬列（召使B）
- 新米錬金術師の店舗経営（ディラル）

2023年
- ジョジョの奇妙な冒険 ストーンオーシャン（判事、男の子B）
- 天国大魔境（岩田の仲間）
- 自動販売機に生まれ変わった俺は迷宮を彷徨う（宿屋の女将）
- アンデッドアンラック（乗客）

2024年
- 夜のクラゲは泳げない（めいの母）

### 劇場アニメ
- サクラ大戦 活動写真（2001年）
- パルムの樹（2002年）
- 映画 オッドタクシー イン・ザ・ウッズ（2022年）

### OVA
- 岸辺露伴は動かない『ザ・ラン』（2020年、スカウト）

### Webアニメ
- マウスどうぶつえん（2019年、テントウムシのさおり）
- 攻殻機動隊 SAC_2045（2020年、施設スタッフ2）

### ゲーム
2006年
- SASUKE&筋肉バトルスポーツマンNo.1決定戦

2008年
- プティフール（倉田楓）

2012年
- 白華の檻 ～緋色の欠片4～

2014年
- GIEEVAL（ギィーヴァル）～畜民新世界～（歌シエル役・テーマソング歌唱）
- 黒い砂漠

2016年
- フィリスのアトリエ 〜不思議な旅の錬金術士〜（アンネリース・エクスナー）

2017年
- マインクラフト:ストーリーモード シーズン2（パル 他）

2018年
- 空と海が、ふれあう彼方（水野マチ子）

2019年
- ラングリッサー モバイル（ファーナ、フェラキア）

2020年
- ライフ イズ ストレンジ2（カレン・レイノルズ）
- ファイナルファンタジーVII リメイク
- アサシンクリード ヴァルハラ（ランヴィ）

2021年
- サイバーパンク2077（ミスティ・オルシェウスキー、メレディス・スタウト）
- バディミッション BOND
- Far Cry 6(エスパーダ)

2022年
- レゴ スター・ウォーズ：スカイウォーカー・サーガ

2024年
- 護縁（ギーン・シーラ、暗黒龍）

### ドラマCD
- プティフール～黄金のクロケット～（倉田楓）
- いたずらなkiss

### デジタルコミック
- ブレイブ フロンティア 第一話「二つの邂逅」（2017年、クロエ[15]）
- こっちむいて!みい子（2019年、野村ヨシキ）

### ラジオドラマ
- 響ラジオステーション
  - シンフォニックギアヒビキ（チェスカ・ファーン）

### 吹き替え

#### 映画
- アザーフッド 私の人生
- 移動都市/モータル・エンジン（パンドラ・ショウ〈カレン・ピストリアス（英語版）〉[16]）
- 運命を変える8日間（サルノー）
- エンド・オブ・キングダム (女性)
- CAVE（チャーリー〈ハイジ・トワニ〉）
- 記者たち 衝撃と畏怖の真実（リサ〈ジェシカ・ビール〉）
- キャッツ（グリドルボーン）
- ギャロウ・ウォーカー 煉獄の処刑人（キスカット）
- グラインドハウス
- 極秘捜査（オ・グィジャ〈イ・ジョンウン〉）
- シックハウス（女子学生）
- ストライキング・レンジ
- スリー・ジャスティス 孤高のアウトロー（リオ・カットラー〈ジェイク・シュア〉）
- ダーティー・コップ
- 大脱出3（アビゲイル〈ジェイミー・キング〉[17]）
- ディセンダント2
- テキサス・ダウン（アディソン）
- デス・ウィッシュ（ルーシー・カージー〈エリザベス・シュー〉[18]）
- デス・プルーフ in グラインドハウス
- トレイン・ミッション（カレン・マコーリー〈エリザベス・マクガヴァン〉）
- 摩天楼はバラ色に（グレース・フォスター）※Netflix版
- ハード・ソルジャー 炎の奪還（モニカ・フェイデン）
- ピーターラビット2/バーナバスの誘惑（アメリアの母〈レレー・ヒル〉[19]）
- ビバリーヒルズ・コップ ※Netflix版
- フォーリングウォーター（ヘレナ）
- 二ツ星の料理人（シモーネ〈ユマ・サーマン〉）
- ブライトバーン/恐怖の拡散者（エスペンシード〈ジェニファー・ホランド〉[20]）
- 僕のワンダフル・ジャーニー（アンディ[21]）
- ポセイドン・アドベンチャー（看護師〈シーラ・アレン〉）※BS-TBS版
- ポテトファーマン
- ユニバーサル・ソルジャー 殺戮の黙示録（サラ）
- ワイルド・スピード/スーパーコンボ（エティオンの女[22]）

#### ドラマ
- アイ・ラブ・ディック
- アウトキャスト
- 青い海の伝説（モ・ユラン〈ナ・ヨンヒ〉、ホームレス〈ホン・ジンギョン〉）
- 項羽と劉邦 King's War（呂雉〈チン・ラン〉）
- サバイバー宿命の大統領（ケンドラ・デインズ）
- シカゴ・ファイア（アレクサ・ハブル）
- シカゴ P.D.（ヘイリー・アプトン〈トレイシー・スピリダコス〉）
- 13の理由（スカイ・ミラー）
- スーパーナチュラルⅫ（ダゴン）
- トラベラーズ（カーリー）
- ドレイク&ジョシュ（ミンディー）
- バトルスター・ギャラクティカ（パイロット版）
- パニッシャー（マリオン）
- ブラインドスポット3 タトゥーの女（キラ・エヴァンス〈グロリア・ルーベン〉）
- 僕と君と彼女の関係（ロリ）
- マーベラスミセスメイゼル（アストリッド）
- マンスフィールド・パーク ※Netflix版（プライス夫人）
- ミルドレッドの魔女学校 ※Netflix版（バット）
- ルーク・ケイジ（パトリシア、ルイーズ、キャンディス）
- ロック・アップ シーズン3（アカメ）

#### ドキュメンタリー
- Formula 1: 栄光のグランプリ（ナタリー・ピンカム（英語版）、ジェリ・ホーナー、ほか）

#### アニメ
- サウスパーク（シャロン・マーシュ）※Netflix版
- シーラとプリンセス戦士（スコーピア、ライトホープ）
- スーパーヒーロー・パンツマン
- スーパーモンスターズ（エスミー）
- ネオ・ヨキオ（アガサ）

### 音楽CD
- still I love you（2012年8月12日発売）[23]

### ボイスオーバー
- NHK BS1「エンジョイライフ 難問に挑戦 世界の町で｣
- ｢トータルトリマー｣

### 顔出し
- CX「めちゃ×2イケてるッ!」（再現VTR）- 光浦靖子 役

### ナレーション
- Web CM「AXE」
- パチンコ「あぁ播磨灘」 前田亜希子役
- ラジオCM「ヘルシア緑茶」
- マツモトキヨシ デジポップTV ナレーション
- プリクラ機「いつか王子様が2」
- 企業VPナレーション 多数

### その他コンテンツ
- ヒーローショーの吹き替え
- 上海万博出展作品「ミレニアムベイビー」 キュウキュウ役

### シリーズ一覧
1. ↑  第1期（2021年）、第2期（2022年）